# Махов, Билял Валерьевич
Биля́л Валерьевич Ма́хов (кабард.-черк. Махуэ Билал, Валерий и къуэ; род. 20 сентября 1987 года, Нальчик, КБАССР, РСФСР, СССР) — российский борец, выступающий как в вольной, так и в греко-римской борьбе, Олимпийский чемпион, трёхкратный чемпион мира и чемпион Европы по вольной борьбе, чемпион России по греко-римской и вольной борьбе. Профессиональный боец UFC в тяжёлом весе.
Первый и единственный в истории Кабардино-Балкарии олимпийский чемпион по вольной борьбе.

## Спортивная карьера
Вольной борьбой начал заниматься с восьми лет. В десять уже выиграл свой первый чемпионат. В двенадцать начал параллельно заниматься греко-римской борьбой, и в этом виде борьбы также был успешен. В четырнадцать на чемпионате ЮФО был замечен знаменитым дагестанским тренером Ханкалой Гаджимагомедовым, и по его приглашению переехал в Дагестан. В 2005 году выступал на первенстве мира среди юниоров как в вольной борьбе, так и в греко-римской, завоевав золотую и бронзовую медали, соответственно. В 2006 году вновь выиграл первенство мира среди юниоров по вольной борьбе, а в 2007 году впервые вышел на взрослую арену в Нальчике во время встречи сборных КБР, России и США, где выиграл первый свой поединок среди взрослых. Затем последовали победы на чемпионате России. На чемпионате России 2007 года стал чемпионом, одержав верх над именитым Курамагомедом Курамагомедовым в финале, тем самым заработав путевку на чемпионат мира, где завоевал золотую награду.
По итогам 2007 года Олимпийский комитет России признал Биляла Махова открытием года среди спортсменов летних видов.
Во время турнира памяти Ивана Ярыгина в январе 2008 года в Красноярске почувствовал себя плохо. Анализы показали, что Махов был отравлен ртутью. В связи с этим он не смог принять участия на чемпионате Европы и Олимпийских играх 2008 года в Пекине.
После этого неоднократно побеждал на Кубке ЦСКА.
На чемпионате мира в Дании в 2009 году одолел всех соперников, не отдав им ни одного балла.
В 2010 году защитил титул чемпиона мира по вольной борьбе в Москве, одолев в финале именитого Артура Таймазова из Узбекистана. Кроме этого, в 2010 году Махов победил на Кубке мира в Москве и чемпионате Европы в Баку.
В 2011 году вышел в финал чемпионата мира, где уступил давнему сопернику Алексею Шемарову, выступающему за Беларусь.
Победитель летних Олимпийских игр 2012 года в Лондоне по вольной борьбе в категории до 120 кг. В полуфинале Махов уступил 25-летнему грузинскому борцу Давиту Модзманашвили, а затем в схватке за третье место победил Даулета Шабанбая из Казахстана.
В январе 2019 года Давит Модзманашвили был дисквалифицирован за применение допинга и лишён серебряной награды Олимпийских игр 2012 года, и Билял Махов был объявлен серебряным призёром Олимпийских игр 2012 года.
23 июля 2019 года решением МОК Артур Таймазов, выступавший за сборную Узбекистана, был лишен золотой медали Олимпийских игр 2012 года в результате перепроверки допинг-проб.
26 июля 2019 года МОК и Международная федерация борьбы (UWW) перераспределили медали Олимпийских игр 2012 года. 14 июля 2020 года первый вице-президент ФСБР Георгий Брюсов сообщил, что впервые в истории борьбы было принято решение о двух победителях Олимпиады-2012: и Билял Махов наравне с Комейлом Гасеми из Ирана были удостоены золотых наград Лондона-2012.
Давая комментарий о присуждении ему золота Олимпиады, Билял Махов отметил: «Не буду лукавить, я конечно же рад золотой олимпийской медали, но в первую очередь я это воспринимаю так, что медаль пришла в страну. Эмоции? Эмоции у меня были в 2012 году, и они остались теми же — в Лондоне я стоял на третьем месте. Но не могу не выразить благодарность высшему руководству нашей страны, администрации Президента, главам регионов — Дагестану, Адыгее, Кабардино-Балкарии — и конечно же Федерации спортивной борьбы России в лице Михаила Мамиашвили, Георгия Брюсова и Омара Муртузалиева, которые отстаивали нашу позицию на международной арене. Ценно, что в такое непростое время, когда медали у нас только забирают, есть какая-то радость. Комплексная командная работа привела к тому, что сегодня у страны есть еще одна золотая олимпийская медаль. Но в то же время я и не могу не сказать, что для спортсменов Артур Таймазов, который стоял на пьедестале в Лондоне на верхней ступени, останется легендой. Многие борцы тяжелого веса на нем росли, и наши имена росли благодаря ему. Умалять его достоинства в спорте ни в коем случае нельзя. Скажем так: Артур вернулся в Россию в качестве Депутата Государственной Думы, и отдал в нашу страну две свои золотые медали (улыбается)».
Президент ФСБР Михаил Мамиашвили отметил, что Махов достоин золота Олимпийских игр. «То, что Билял Махов получил статус олимпийского чемпиона, на самом деле, награда заслуженная, — цитирует ФСБР Михаила Мамиашвили. — На его судьбу упало столько испытаний, столько трудностей — это и отравление, и масса операций, и ряд горьких поражений — но он никогда не искал оправданий и несмотря ни на что шел вперед. Такое терпение сполна вознаграждается. И также хотел особо отметить его позицию: в любой ситуации он искал проблему только в себе. Зная обо всем этом, можно быть уверенным — его нашла награда абсолютно заслуженно. Поздравляю Биляла, его родителей, Дагестан, Кабардино-Балкарию!»
Пропустил сезон 2013 года из-за продолжительного лечения в Германии.
На чемпионате мира 2014 года в Ташкенте выступал в греко-римской борьбе и завоевал бронзовую медаль. Через год на чемпионате мира в Лас-Вегасе вновь выиграл бронзу в греко-римской борьбе в категории до 130 кг. Там же в Лас-Вегасе завоевал бронзу в вольной борьбе в категории до 125 кг.
25 апреля 2015 года подписал контракт с организацией смешанных единоборств UFC. Контракт рассчитан на 5 боёв. Выступления в данной организации Билял должет был начать после летних Олимпийских игр 2016 года. Однако из-за череды травм дебют все еще не состоялся, однако Махов не отрицает, что когда-нибудь это произойдет.
Абсолютный чемпион России 2017 года.

## Отравление и травмы
В 2008 году Биляла Махова отравили ртутью, из-за чего спортсмен пропустил Олимпийские игры 2008 года. Врачи склонялись к тому, что борец будет вынужден закончить карьеру и вряд ли сможет вернуться к полноценной жизни, однако уже через год Билял Махов смог победить на чемпионате мира в Дании. Вспоминая ту ситуацию, Билял Махов говорил: «Ни для кого не секрет, что я тогда перенес ужасное отравление. Ни один человек мне не сказал, что ты вылечишься и продолжишь спокойно бороться. Мне говорили забыть о возвращении в спорт. Говорили: радуйся, если ты сможешь вести полноценный здоровый образ жизни. Речь о том, что о продолжении профессиональной карьеры можно даже не мечтать, я слышал сотни раз. Но как всё сложилось? Мне потребовался лишь год паузы — и вот я уже на чемпионате мира 2009 года в Хернинге (Дания) не отдал никому ни одного балла, стал чемпионом мира. А ведь все скептики тогда мне говорили, что мне возвращаться в спорт противопоказано. Я не только вернулся, но и выиграл чемпионат мира»
После Олимпийских игр 2012 года, где Махов стал третьим, но впоследствии из-за допингового скандала получил золотую медаль, у спортсмена вновь возникли серьезные проблемы со здоровьем, и шли разговоры о завершении карьеры, однако Махов вернулся, причем не в вольную борьбу, а в греко-римскую. «После Олимпийских игр я очень серьезно травмировал плечо. Лечение было долгое и тяжелое, все скептики меня давно проводили на покой. Они все собрали в кучу — и отравление, и усталость, и плечо, и мои тогдашние проблемы с весом. Никто не думал, что Махов вернется на ковер. Говорили, что вкупе всех вышеизложенных событий это невозможно. Но Гоги Мурманович Когуашвили, за что я ему безмерно благодарен, дал мне шанс все это опровергнуть. Он выставил меня на чемпионат мира в составе команды классиков. Я думаю, многие уже и запутались, но во взрослой борьбе на тот момент я выступал только в вольном стиле. А тут я еду в составе команды по греко-римской борьбе — и сразу на чемпионат мира. Признаюсь, вот я тогда наслушался… Все вокруг говорили, что Гоги Мурманович делает огромную ошибку, включив меня в состав. „Что ты делаешь — ставишь парня, который два года не выступал, тем более в стиле, в котором он не боролся почти 10 лет, нашел время для экспериментов“. Все говорили — успех Махова на мире невозможен. Никто не верил, что я смогу. Пусть я в Ташкенте не выиграл, бронза для меня — поражение, но, по словам профессионалов, я команду не подвел. Выступил не хуже тех ребят, кто мог оказаться в команде вместо меня».
В 2018 году, перед домашним чемпионатом Европы, Махов вновь травмировался, на этот раз была серьезная травма спины. Оторвался кусок позвоночника. «Сам не знаю, как так получилось, что я травмировался, и после того, как были сделаны снимки спины, я перенес две операции. Это было в феврале-марте 2018 года. Оперировал меня Илья Пекарский — тот же врач, который лечил спину нашему прославленному фигуристу Евгению Плющенко. И он мне гарантировал, что продолжать бороться я еще смогу. Было ужасно: буквально на стену лез от боли и беспомощности. Чтобы вернуться в спорт, надо наладить подвижность позвоночника, поясницы». Билял перенес четвертую по счету многочасовую операцию — а сколько было других операций, микроопераций и реабилитаций — он сам уже давно сбился со счета.
Пропустив 2 года, в августе 2019 года Билял Махов возобновил спортивную карьеру.

## Совмещение вольной и греко-римской борьбы
Билял Махов является единственным в современной истории борьбы борцом, которому удалось успешно совмещать выступления в вольной и греко-римской борьбе.
История начиналась с 2005 года, когда Билял Махов выиграл первенства России и по вольной борьбе и по греко-римской, и завоевал себе путевки сразу на два первенства мира. Разница между выступлениями была в один день. «Очень долго обсуждалось, что же делать с молодежным первенством мира? Куда отправлять меня? Тренера как одной, так и другой команды хотели видеть меня у себя. Подключили к вопросу нашего президента федерации Михаила Мамиашвили. И тогда Михаил Геразиевич волевым решением дал мне добро выступить, как в турнире классиков, так и в турнире вольников. А знаете какая там была разница между выступлениями? Два дня! В пятницу я выступал в турнире вольников и победил, а в воскресенье выступал за классиков — и стал третьим. Тогда за эти три дня я сделал 10 схваток — и в девяти одержал уверенную победу. Не люблю оправдываться, но тогда перед самым началом первенства были изменены правила: перешли как раз на систему „минута стойки и минута партера“. Я ни разу даже потренироваться по этим правилам не успел. Мне тогда ребята за день до соревнований объясняли, что изменилось. Но сейчас не об этом. Я бы хотел вспомнить этот момент и еще раз поблагодарить Михаила Геразиевича и нашу федерацию, что они пошли на тот шаг — поставили меня в обоих стилях. Тогда все говорили, что Махов две медали не выиграет, что это невозможно. Но ведь я это сделал. Принес команде золото и бронзу».
После этого, Махов сосредоточился на выступлениях по вольной борьбе, но после Олимпийских игр 2012 года, где Махов стал третьим, но впоследствии получил золотую медаль, возобновляя тренировочный процесс, случайно присоединился к национальной команде по греко-римской борьбе, чтобы войти в тренировочный режим. Это кончилось тем, что Биляла Махова включили в состав команды на чемпионат мира, и он завоевал бронзовую медаль, уступив только легендарному Михейну Лопесу. После этого активно шли разговоры, что Билял Махов может поехать и на Олимпийские игры 2016 года в двух стилях. "Пусть на меня никто не обижается, но все, кому не хватило характера – пусть сядут и посмотрят, как выступил Билял Махов! - восхитился Михаил Мамиашвили. – Билял в Ташкенте не стал чемпионом, но с ковра ушёл победителем. И надо быть слепым, чтобы этого не увидеть! Махов показал, что значит отдать всего себя борцовскому поединку! А выходить и надеяться непонятно на что – это не характер российского борца. У меня к Билялу особые отношения. У него очень сложная спортивная судьба – парень много всего пережил. Все скептики уже списали Биляла. Но вот – он снова о себе заявил! Он прошел такой отбор, прекрасно понимая, что одна помарка обернулась бы для него невключением в состав. Он очень толковый. Дай Бог ему здоровья. Если оно позволит, Билял будет бороться за пьедестал на Олимпийских играх 2016 года. Билял – такой леопард, что может одновременно выступать и в вольной борьбе, и в греко-римской!",
Решение бороться в греко-римском стиле поддержал легендарный борец, трехкратный олимпийский победитель Александр Карелин. "Я помню, как он начинал в греко-римской борьбе, стал победителем первенства мира среди юниоров. Потом Билял ушел в вольную, а теперь он вернулся. Причем достаточно уверенно. Поэтому тренерский штаб принял решение дать этому маститому атлету возможность представить страну на чемпионате мира".
В 2015 году он стал первым в истории чемпионом России как по вольной борьбе, так и по греко-римской.
В 2015 году Билял Махов стал чемпионом России по греко-римской борьбе, и завоевал путевку на чемпионат мира. Однако волевым решением тренерского штаба по вольной борьбе, он также был включен в состав команды на чемпионат мира. Таким образом, в рамках одного чемпионата мира он выступил сразу в двух стилях и завоевал две олимпийские лицензии на Игры в Рио. Однако после этого он заявил, что в олимпийском сезоне будет выступать только в одном стиле.
В 2016 году на Олимпийские игры Билял Махов поехал в вольной борьбе, однако тренерский штаб сборной России по греко-римской борьбе поблагодарил его за то, что он вывел конкуренцию среди классиков на новый уровень. После того, как на Олимпиаде Сергей Семенов стал бронзовым призером, в штабе заявили, что за эту медаль благодарны Билялу Махову.
После 2016 года Билял Махов сконцентрировался на вольной борьбе, и на сегодняшний день в греко-римской борьбе больше не выступал, хотя не исключает, что такое возможно.

## Допинг
23 сентября 2021 года Российское антидопинговое агентство (РУСАДА) объявила о дисквалификации Биляла Махова на 4 года за нарушение п. 2.1 Правил («Наличие запрещенной субстанции, или ее метаболитов, или маркеров в пробе, взятой у спортсмена»). В феврале 2020 года спортсмен сдал положительную допинг-пробу на гормон роста.

## Награды
- Орден «За заслуги перед Кабардино-Балкарской Республикой» (29 августа 2016) — за большой вклад в развитие физической культуры и спорта, высокие спортивные достижения на Олимпийских играх
- Медаль ордена «За заслуги перед Отечеством» II степени (13 августа 2012) — за большой вклад в развитие физической культуры и спорта, высокие спортивные достижения на Играх XXX Олимпиады 2012 года в городе Лондоне (Великобритания)[24].
- Заслуженный мастер спорта России[25]

## Личная жизнь
Женился после Олимпиады 2012 года. Воспитывает двух дочерей
По национальности — кабардинец. Играет на фортепиано и губной гармошке.